# 乌尔里希斯基兴-施莱恩巴赫
乌尔里希斯基兴-施莱恩巴赫（德語：Ulrichskirchen-Schleinbach）是奥地利下奥地利州米斯特尔巴赫县的一个市镇。总面积26.5平方公里，总人口2437人，人口密度92.0人/平方公里（2005年）。